# Suzuki Intruder
Die Suzuki Intruder 125 LC und Suzuki Intruder VL 250 LC sind Motorräder der Firma Suzuki im Cruiser-Stil. Dabei ist das kleinere Modell 125 LC ein Leichtkraftrad. Sie verfügt über einen V2-Motor von weniger als 125 cm³, so dass sie mit einem Führerschein der Klasse A1 gefahren werden darf. 
Die größere 250 LC unterscheidet sich außer im Hubraum (248 cm³) nur in Details vom kleineren Schwestermodell, so in einer modifizierten Federung hinten, stärkeren Hinterrad, und einigen zusätzlichen Verchromungen. Sie wird nicht in Deutschland angeboten, aber beispielsweise in Belgien und der Slowakei.
Ab 2005 wurde die Leistung der Suzuki Intruder 125 LC von 10,0 kW auf 9,0 kW reduziert.
Die Anmutung beider Motorräder imitiert die klassischen Harley-Davidson Motorräder. Zubehör umfasst Sitzstützen hinten, verschiedene Satteltaschen bzw. -koffer und Chromteile.
Das Gewicht beträgt etwa 150 kg, die Höchstgeschwindigkeit der 125 LC ungefähr 100 km/h.